# Emil Adolf Roßmäßler

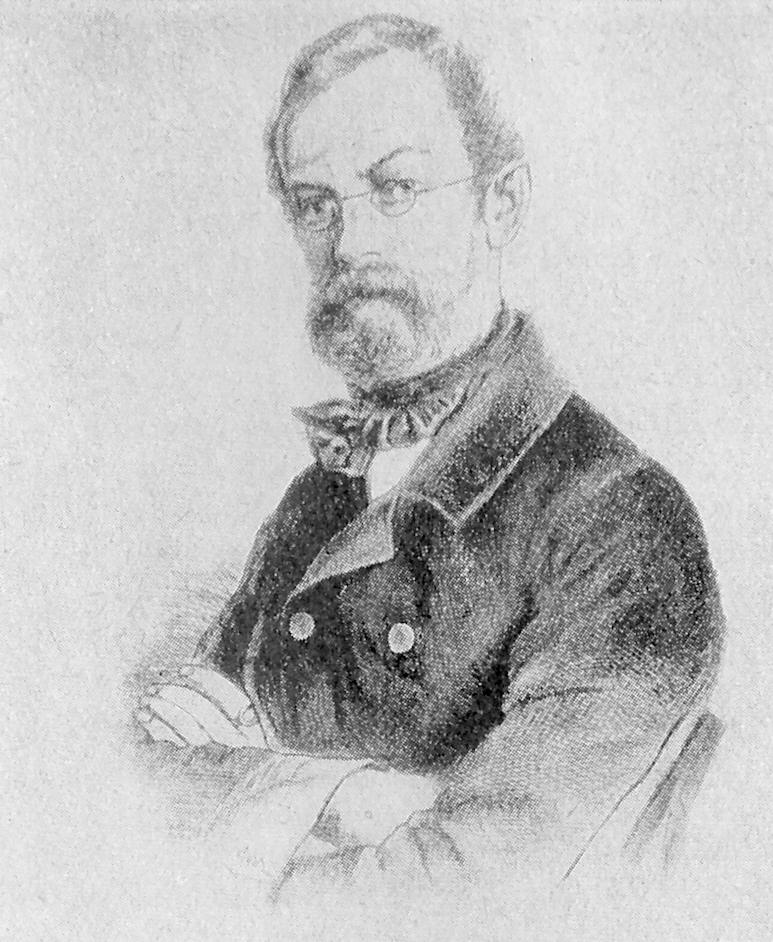
Emil Adolf Roßmäßler

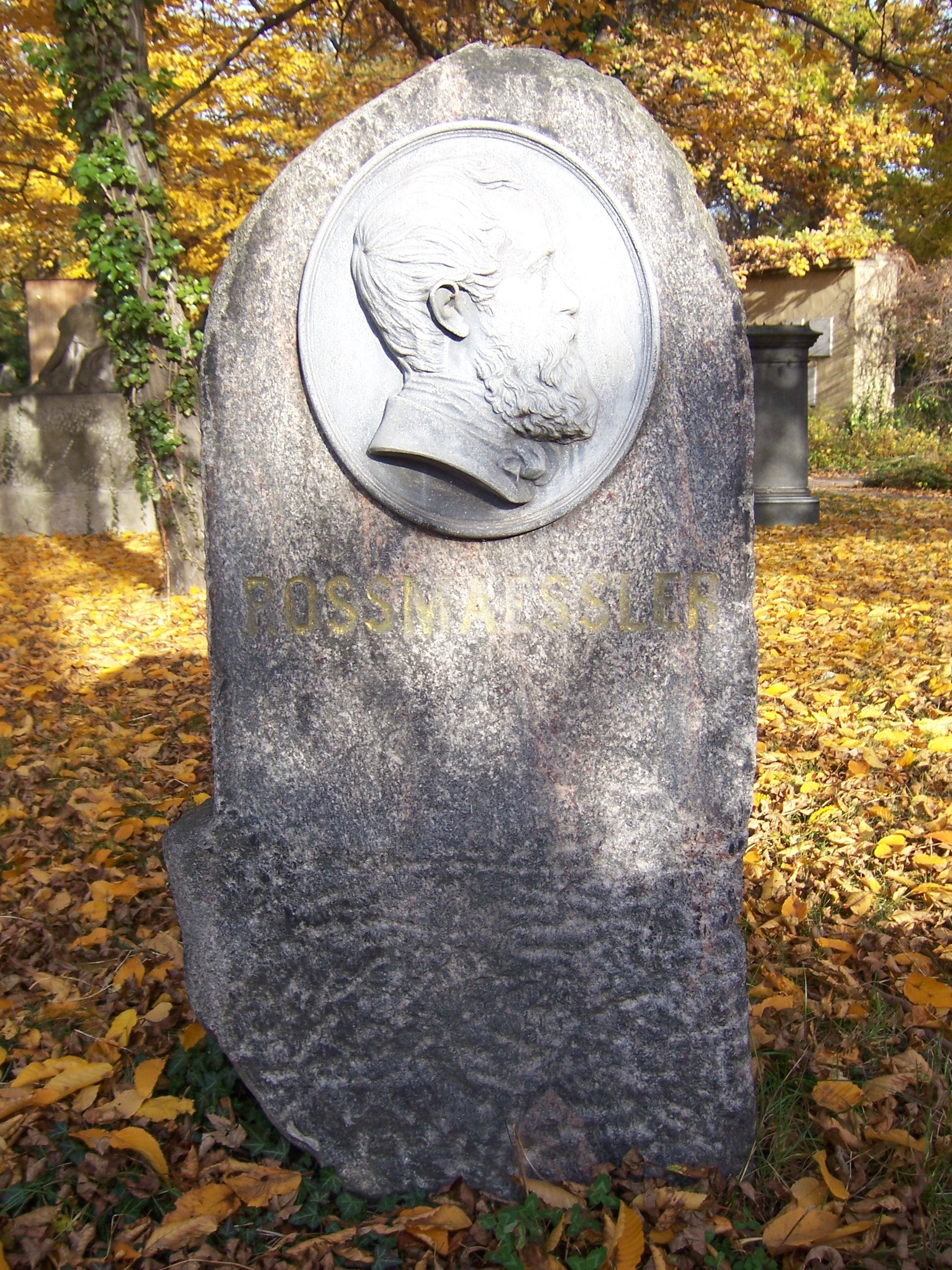
Grabstein von Emil Adolf Roßmäßler (Foto: 2011)

Emil Adolf Roßmäßler (auch Emil Adolph Roßmäßler; * 3. März 1806 in Leipzig; † 8. April 1867 ebenda) war ein sächsischer, deutscher Naturforscher, Politiker und Volksschriftsteller. Er gehört zu den Pionieren der Wissenschaftspopularisierung in Deutschland und gilt als der „Vater der deutschen Aquaristik“, da er in den 1850er Jahren die Pflege von Fischen und Pflanzen durch zahlreiche Aufsätze und Bücher populär machte. Sein offizielles botanisches Autorenkürzel lautet „Rossm.“ 

## Leben
Roßmäßler war das Älteste von sechs Kindern des Kupferstechers Johann Adolf Rossmäßler (1770–1821) und dessen Frau Amalia, geborene Klug. Sein Vater weckte in ihm das Interesse für die Natur und das Zeichnen. Seine Eltern starben früh; er war auf die Unterstützung von Verwandten und auf einen Zusatzverdienst durch Hilfsarbeiten angewiesen.
1825 begann er an der Universität Leipzig Theologie zu studieren; sein Wunschfach Medizin erschien seinem Onkel und Vormund zu teuer. Während des Studiums beschäftigte er sich nebenher intensiv mit Botanik. Dies war möglich, weil der zuständige Professor ihm die Vorlesungskosten erließ. Er war in diesem Fach so erfolgreich, dass man ihm bereits im zweiten Studienjahr die botanische Ausbildung der Apothekerlehrlinge übertrug.
Nach dem Ende seines Studiums 1827 leitete er botanische Exkursionen junger Apotheker und ging dann als Lehrer an eine Privatschule in Weida (Thüringen). Hier veröffentlichte er in Zeitschriften einige Arbeiten zur Floristik.
Roßmäßler übersiedelte 1830 nach Tharandt und wurde dort Professor für Zoologie an der von Heinrich Cotta geleiteten „Königlichen Akademie für Forst- und Landwirthe“. Zunächst beschäftigte er sich mit dem Fichtenrüsselkäfer, der damals die Wälder in der Umgebung von Tharandt zerstörte. Zwei Jahre später veröffentlichte er seine Systematische Übersicht des Tierreiches mit eigenen Zeichnungen. Er beschäftigte sich auch mit den Land- und Süßwasserweichtieren (besonders Schnecken). Die Ergebnisse seiner Forschungsreisen stellte er in Fachaufsätzen dar.
1835 führte ihn eine Forschungsreise nach Triest, in das Karstgebirge und in die Alpen. 1837 traf er in Berlin die Forscherkollegen Alexander von Humboldt, Christian Leopold von Buch, Christian Gottfried Ehrenberg sowie die Brüder Gustav und Heinrich Rose. Gleichzeitig übernahm er an der Forstakademie in Tharandt noch zusätzlich den Bereich Mineralogie. Auch auf diesem Gebiet legte er bald Arbeiten vor, so etwa 1840 Die Beiträge zur Versteinerungskunde.
1845 trat Roßmäßler vom evangelischen zum deutschkatholischen Glauben über. Er nutzte diese freireligiöse Bewegung, um eine an Alexander von Humboldt angelehnte, sogenannte natürliche Weltanschauung populär zu machen.
Roßmäßler war auch politisch aktiv. Im Revolutionsjahr 1848 gehörte er dem Fünfzigerausschuss an. Vom 20. Mai 1848 bis zum Ende des Rumpfparlaments am 18. Juni 1849 war er Abgeordneter für Pirna in der Frankfurter Nationalversammlung. Dort gehörte er den linken Fraktionen an, zuerst dem Deutschen Hof, später dem Nürnberger Hof. Seit Juli 1848 war er Mitglied im Ausschuss für Kirchen- und Schulangelegenheiten. Aus konfessionellen Gründen wurde er heftig kritisiert, was der damaligen Regierung missfiel. Deshalb ließ er sich im Sommer 1849 auf eigenen Wunsch emeritieren. Von einer Anklage wegen Hochverrats wurde er freigesprochen. Später bekam er einen Platz am „Verbrechertisch“ in Leipzig.

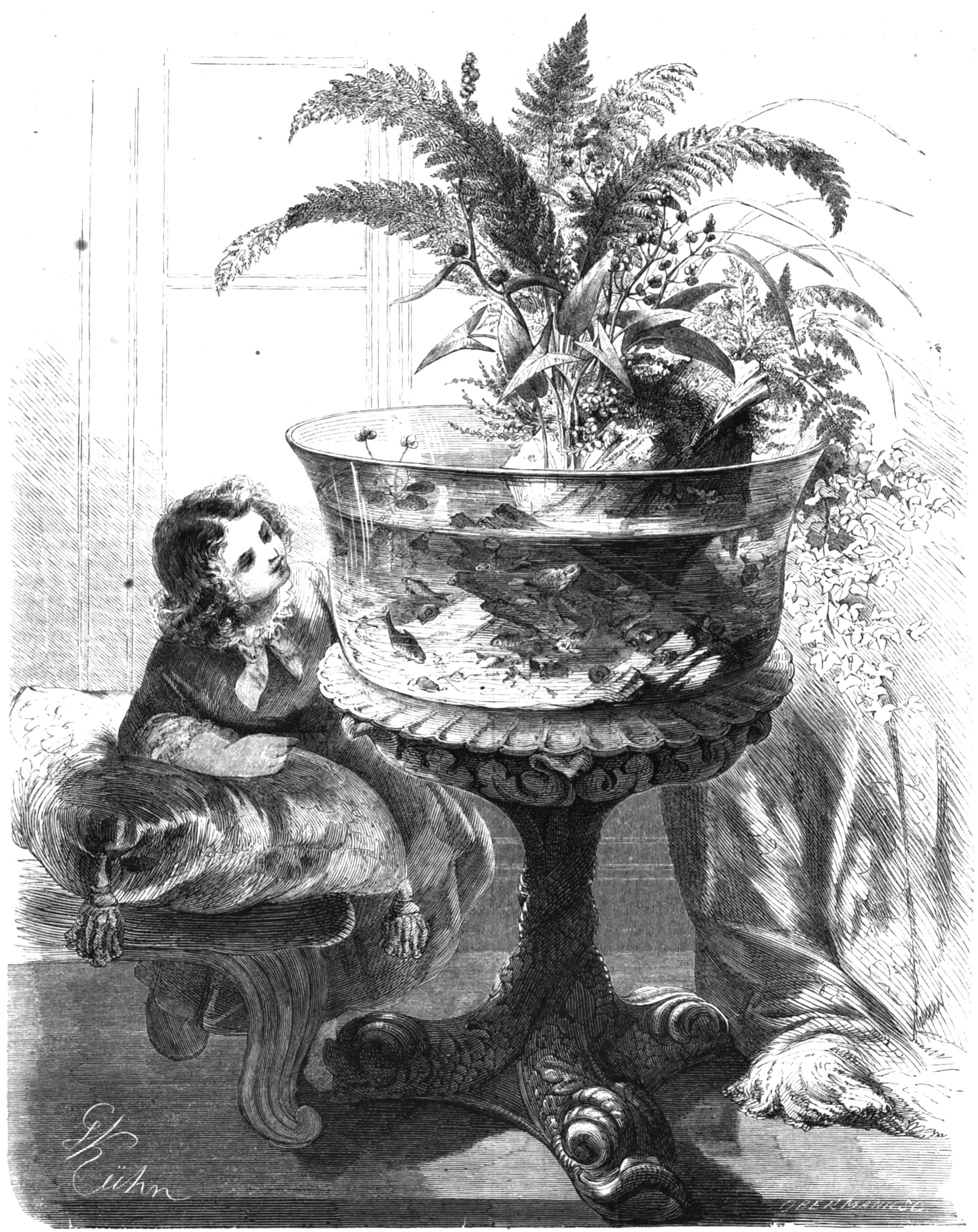
Abbildung eines Aquariums aus Roßmäßlers Artikel Der See im Glase (1856)

1850 kehrte Roßmäßler in seine Heimatstadt Leipzig zurück. Von nun an engagierte er sich als Popularisierer von Wissenschaft und schrieb zahlreiche bedeutende Bücher, so zusammen mit Alfred Brehm Die Tiere des Waldes. Einige seiner Vorträge erschienen in Mikroskopische Blicke. 1854 veröffentlichte er in der populären Familienzeitschrift Die Gartenlaube den Artikel Der Ocean auf dem Tische. Er beschäftigte sich mit der Pflege von Seewassertieren, ein Hobby, das in Großbritannien bereits populär war. Roßmäßlers Ziel bei der Veröffentlichung dieses Artikels lag darin, die Naturwissenschaft im Volk bekannter zu machen. Ihm wurde allerdings bald klar, dass dies durch ein Süßwasseraquarium einfacher zu erzielen war. Deswegen folgte in der Gartenlaube sehr bald der Artikel Der See im Glase, der zu so vielen Rückfragen über diese Form der Tierhaltung führte, dass er 1857 sein Buch Das Süßwasseraquarium veröffentlichte. Er gab darin konkrete Hinweise, wie ein solches Aquarium einzurichten und zu pflegen sei. Neben dem Goldfisch empfahl er vor allem die Elritze und den Schlammpeitzger. 1862 stellte er in seinem Werk Der Wald die wichtigsten Bäume Deutschlands zusammen.
Zusammen mit Otto Ule und Karl Müller gab er drei Jahre lang die Zeitschrift Die Natur heraus. 1859 gründete er eine eigene populärwissenschaftliche Zeitschrift (Aus der Heimath) und initiierte Humboldt-Feiern und Humboldt-Vereine im Andenken an Alexander von Humboldt.
Am 8. April 1867 starb Roßmäßler in Leipzig. Er hinterließ vier Kinder, von denen, zumindest zeitweise, ein Sohn in Russland und der andere in Nordamerika lebten.
Auf seine Initiative ist in Leipzig die Gründung des Naturkundemuseum Leipzig zurückzuführen. 
Seine malakologische Sammlung befindet sich im Senckenberg Naturmuseum.

## Ehrungen
- Zur Erinnerung an Roßmäßler sind die (Prof.-)Roßmäßler-Straßen in Tharandt, Berlin, Dresden, Freital, Leipzig und Pirna nach ihm benannt.
- Nach dem Hochwasser von 2002 wurde ein alter „Roßmäßler-Bau“ in Tharandt abgerissen; ein 2004/05 neu errichtetes Bibliotheks- und Mensa-Gebäude für die Fachrichtung Forstwissenschaften der TU Dresden an der Pienner Straße in Tharandt trägt nun den Namen „Roßmäßler-Bau“.
- Nach ihm benannt ist die Pflanzengattung Rossmaesslera Rchb. aus der Familie der Sperrkrautgewächse (Polemoniaceae).[3]

## Werke
- 1832: Systematische Übersicht des Tierreiches
- 1835–1839: Iconographie der Land- und Süßwassermollusken (3 Bände)
- 1840: Die Beiträge zur Versteinerungskunde
- 1843: Das wichtigste vom inneren Bau und Leben der Gewächse
- 1849: Die deutsche Nationalversammlung in Stuttgart. Ein Tagebuch von einem Mitgliede derselben. Georg Egersdorff, Hechingen 1849  Digitalisat
- 1850–1853: Der Mensch im Spiegel der Natur (5 Bände)
- 1852: Populäre Vorlesungen aus dem Gebiet der Natur (2 Bände)
- 1854: Reiseerinnerungen aus Spanien (2 Bände)
- 1854: Der Ocean auf dem Tisch, Artikel in der Zeitschrift Die Gartenlaube
- 1854: Flora im Winterkleide
- 1856: Die vier Jahreszeiten mit 24 Vegetationsansichten
- 1856: Die Geschichte der Erde
- 1857: Das Süßwasseraquarium (online; Digitalisat und Volltext im Deutschen Textarchiv) (Faksimile-Nachdruck 1995, ISBN 3-927889-23-7)
- 1858: Das Wasser
- 1860: Der naturgeschichtliche Unterricht
- 1862: Der Wald (Digitalisat und Volltext im Deutschen Textarchiv)
- 1860: Der naturkundliche Unterricht – Gedanken und Vorschläge zu einer Umgestaltung desselben
- 1863–1868: Die Tiere des Waldes (2 Bände, zusammen mit Alfred Brehm)
- 1856–1859: Die Natur (Zeitschrift mit Otto Ule und Karl Müller)
- 1859–1866: Aus der Heimat (eigene Zeitschrift)
- 1868: Für freie Stunden
- Mikroskopische Blicke (Sammlung von Roßmäßlers Vorträgen)
- 1874: Mein Leben und Streben (Autobiografie, nach dem Tod des Verfassers herausgegeben von Karl Ruß)